# Helmut Gebhardt
Helmut Gebhardt (* 5. Juli 1926 in Dresden; † 21. November 1989 ebenda) war ein deutscher Grafiker und Maler in der DDR.

## Leben
Gebhardt war der Sohn eines Schumachers. Nach der Volksschule absolvierte er von 1941 bis 1944 eine Lehre als Lithograph. 1947 bis 1951 studierte er an der Hochschule für Bildende Künste Dresden, insbesondere bei Wilhelm Lachnit. Anschließend war er in Dresden als Mitglied im Verband Bildender Künstler der DDR als freischaffender Maler und Grafiker tätig. Gebhardt wurde vor allem mit seinen Farbgrafiken (Linolschnitt, Holzschnitt, Siebdruck) bekannt. Diese zeigen zumeist Landschaften und Stillleben, Stadtmotive und figürliche Szenen, häufig aus den Themenbereichen Sport und Tanz. Die Malerei spielte eine untergeordnete Rolle in seinem Gesamtwerk und seine Zeichnungen, die er unter anderem mit Feder, Pinsel, Kreide, Pastell, Bleistift und der Frottage-Technik anfertigte, dienten überwiegend der Vorbereitung seiner Druckarbeiten. Als Auftragsarbeiten schuf er auch baugebundene Werke. Er hatte eine bedeutende Anzahl von Einzelausstellungen und Ausstellungsbeteiligungen, u. a. von 1977 bis 1988 an der VIII. bis X. Kunstausstellung der DDR in Dresden. 1956 erhielt Gebhardt den Kunstpreis der Stadt Dresden und 1981 die Verdienstmedaille der DDR.

## Fotografische Darstellung Gebhardts
- Christian Borchert: Helmut Gebhardt in seinem Atelier (eine von mehreren Fotografien, 1952/1953)[4]

## Rezeption
„Helmut Gebhardts technisches Medium ist der farbige Linolschnitt, die bevorzugte Arbeitsmethode der Druck in serieller Variation, der dem einzelnen Abzug seine einmalige Farbbesonderheit lässt … Gebhardt trägt am konsequentesten in Dresden die graphischen Impulse weiter, die von Wilhelm Lachnit gekommen sind; auch Anregungen von Hermann Glöckner sind nicht zu übersehen.“
Lothar Lang

## Museen und öffentliche Sammlungen mit Werken Gebhardts (unvollständig)
- Berlin: Kupferstichkabinett
- Chemnitz: Kunstsammlungen am Theaterplatz
- Dresden: Kunstfonds des Freistaats Sachsen
- Frankfurt/Oder: Brandenburgisches Landesmuseum für moderne Kunst
- Halle/Saale: Kunstmuseum Moritzburg
- Leipzig: Museum der bildenden Künste
- Meiningen: Meininger Museen
- Rostock: Kunsthalle Rostock
- Schwerin: Staatliches Museum Schwerin
- St. Petersburg: Eremitage

## Werkbeispiele

### Druckgrafik
- Teller (1970, Farbholzschnitt, 30 × 39 cm)[6]

- Faschingstanz (1971, Farbholzschnitt)[7]
- Tanz der Partisanen (1963, Linolschnitt)[8]
- Kampf um den Ball (1981, Linolschnitt; auf der IX. Deutschen Kunstausstellung)[9]
- Stillleben mit Kanne und Becher (1981, Farbholzschnitt, 32,5 × 44,5 cm)[10]
- o. T. / Violette Komposition (1981, Farb-Siebdruck, 49,9 × 39,5 cm; Teil der Graphik-Edition XIII Grafische Etüden. Sachlich, Konstruktiv, Experimentell. Verlag Philipp Reclam jun., 1982)[11]
- Mutter mit Kind (1983, Linolschnitt, 60 × 42,5 cm)
- Dresden. Blick vom Neustädtischen Ufer (1984, Monotypie)[12]

### Tafelbilder
- Dresden (1952/1953, Mischtechnik)[13][14]

### Baubezogene Werke
- Reihe von Wandgemälden (1953/1956, mit Willy Jahn; Mensa der Medizinische Akademie Dresden)[15]

## Einzelausstellungen (unvollständig)
- 1960 Bautzen, Stadtmuseum (mit Max Langer, Gottfried Zawadzki, Elisabeth Zillich und Maria-Luise Bürkner)
- 1962 Meiningen, Staatliche Kunstsammlungen
- seit 1971 mehrmals Dresden, Kunstausstellung Kühl
- 1974 Schwerin, Staatliches Museum
- 1977 Dresden, Hochschule für Bildende Künste
- 1983 Berlin, Galerie Unter den Linden
- 2016 und 2020 Dresden, Galerie Himmel